# هندوستان (ایندیانا)
هندوستان (به انگلیسی: Hindustan) یک منطقهٔ مسکونی در ایالات متحده آمریکا است که در شهرستان مونرو، ایندیانا واقع شده‌است. هندوستان ۲۶۰٫۰ متر بالاتر از سطح دریا واقع شده‌است.